# Hilara bares
Hilara bares är en tvåvingeart som beskrevs av Walker 1849. Hilara bares ingår i släktet Hilara och familjen dansflugor. Inga underarter finns listade i Catalogue of Life.